# Tim Miller (Gitarrist)
Tim Miller (* 1973) ist ein amerikanischer Jazzmusiker (Gitarre).

## Leben und Wirken
Miller stammt aus Michigan und begann mit zehn Jahren unter dem Einfluss von Eddie Van Halen Gitarre zu spielen. Von 1991 bis 1997 studierte er Musik an der University of North Texas in Dallas. Miller verbrachte die Jahre 1997 und 1998 in Paris, wo er intensiv mit dem Schlagzeuger Aldo Romano spielte. Dies führte zu Aufnahmen (Corners) sowie Konzert- und Jazzfestivalauftritten in Europa. Nach seiner Rückkehr in die USA wurde Miller als Professor in die Fakultät des Berklee College of Music berufen. Mit dem Saxophonisten George Garzone als Gast nahm er 2002 sein Album Sides auf. Er spielte auch in einem Gitarrenquartett mit Mick Goodrick. 2005 veröffentlichte Miller seine ersten Trio-Aufnahmen unter eigenen Namen, Trio, dem die Alben Trio Vol. 2 und 2017 Trio Vol. 3 folgten. Er trat auf Konzerten und Festivals mit Musikern wie Paul Motian, Randy Brecker, Dweezil Zappa, Mark Turner, Terri Lyne Carrington, Gary Thomas, Gary Husband, George Duke, Chris Cheek und Ben Monder auf. Gemeinsam mit Mick Goodrick verfasste er das Lehrbuch Creative Chordal Harmony for Guitar: Using Generic Modality Compression, das 2012 bei Berklee Press/Hal Leonard erschien.